# Metsähallitus
Metsähallitus (Català: Administració Forestal; Suec: Forststyrelsen/Sami:  Meahciráđđehus) és una empresa pública de Finlàndia. Les tasques de Metsähallitus són controlar la majoria d'àrees protegides de Finlàndia i proveir de fusta a la indústria forestal de l'estat. Metsähallitus dona feina aproximadament a 3.000 persones i administra uns 120.000 km² de superfície terrestre i marítima, propietat de l'estat.